# 2019年港鐵不合作運動
2019年港鐵不合作運動發生在2019年6月至11月，是反對修訂逃犯條例和爭取五大訴求的示威者所發起的不合作運動。透過阻礙車門關上等的方式以癱瘓鐵路服務。發起的網民希望就事件向港鐵施壓，要求對方回應7月25日聯署車長們的訴求。
示威者先後於6月13日、7月24日、25日、30日、8月5日、9月2日、10月2日、11月20日、21日進行9次鐵路不合作運動，其中以8月5日以及11月11日的是最大規模，造成影響最大。8月5日的示威造成八條鐵路線路服務受阻，其中觀塘綫及荃灣綫全線、港島綫來往上環站至柴灣站列車服務一度暫停。
因為阻礙公共交通爭議較大，8月起有網民改發起杯葛港鐵公司行動，不再付費乘坐港鐵，取代此次不合作運動。

## 背景
6月12日金鐘衝突後，連登討論區的網民提議改變策略，改為發起不合作運動，要求所有民眾盡全力癱瘓地鐵，若有必要將會持續1周，引起社會關注。
提議的網民認為此舉並不犯法，又可以癱瘓交通，以抗議警方的行動，但港鐵指阻礙列車開出可能觸犯《港鐵附例》。

## 不合作運動

### 6·13不合作運動
6月13日，網民發起在觀塘綫多個車站進行不合作運動，持續3小時，部分列車的行車時間一度受延誤。調景嶺站有30人響應不合作運動，一少年報稱腳部卡月台空隙，之後他被警員抬出，該名少年指當時有途人阻止警員抬出，並有朋友幫他取出電話，而在場警員想阻止他朋友取出電話。並表示腳部受傷及保留追究權利。而在其他站有市民以身體阻擋車門關上以及報稱不適，使列車一度延誤。
港鐵表示，當日觀塘綫因受乘客求助、列車車門受阻等多宗輕微事故影響，共20班車延誤，表示阻礙車門關閉可能違反附例會被檢控。

### 7·24及7·25不合作運動
元朗襲擊事件後，市民因不滿港鐵在當日未有保護乘客，任由大批白衣人襲擊乘客，展開新一輪不合作運動。
7月24日，早上7時，金鐘站有市民報稱被撞到，警員接報到場，在場市民高叫口號，表達對警員不滿。8時40分，有示威者阻礙車門關上，情況一度混亂，期間也與市民發生推撞事件，有數名市民到警署協助調查。最終持續兩小時多後於9時15分結束，列車服務回復正常。另外亦有市民戴上頭盔口罩，於金鐘站內派發傳單，並高呼「香港警察，知法犯法」等口號。而事後有市民收到港鐵的檢控通知書，而港鐵職員表示可能會告上法庭，並在警署調查期間被警員言語挑釁和要求將手機關機。港鐵表示當日至少8班車受影響，而行車時間預計需要額外10至15分鐘。
7月25日，網民號召到九龍塘站進行「逼爆九龍塘站」不合作運動，但當日九龍塘站運作正常，並有警員在場戒備和港鐵職員協助，而太子站亦有相關行動。而港鐵期後表示受多宗列車車門受阻事故影響，荃灣綫列車服務一度受阻，後於上午九時恢復正常。

### 逾1700名港铁职员聯署抨擊港鐵
香港元朗在7月21日發生襲擊事件，更有白衫人衝入月台的車廂襲擊示威者和市民。市民質疑港鐵車務控制中心要求乘客落車「清客」，直接導致襲擊事件發生，認為若果該列列車車長將列車駛走的話，便可避免流血衝突。
事發後的7月25日，77名港鐵將軍澳綫車長實名聯署，直斥失去執行職務的信心，並提出三大訴求：
|                        | 1. 要求公司發出新聞稿，公開承認中央控制中心決策失當並道歉，清客非車長一人之責任，減低社會針對車長與前線員工之輿論壓力。 2. 追究並譴責警方於7月21日當晚救援遲鈍，要求警方答覆日後若發生同類事件如何安排，以保障前線員工執行職務的信心。 3. 要求管理層與前線員工共同制定及商討有關於8月4日將軍澳遊行時的安全措施與指引，以恢復前線員工執行職務的信心。 |
| ——一眾將軍澳綫列車車長 | |

是次聯署佔全綫車長中近85%，聯署車長更不排除作進一步行動。
接下來數日，有逾700名將軍澳綫、荃灣綫、觀塘綫、西鐵綫、馬鞍山綫、東鐵綫及輕鐵列車車長亦聯署，對港鐵將責任推卸給車長表示極度遺憾和憤怒，並提出四大訴求，包括全面徹查7月21日元朗襲擊事件、譴責和追究警方當日延誤採取行動、交代7月14日為何決定於沙田站作封站及不停站的決定及要求與前線員工共同制訂日後發生同類情況的安全措施和指引，且表示不排除進一步行動。至7月28日，網上群組「MTRiders」表示港鐵系統中有1190名車長、527名站員，共1717人聯署。
7月27日下午，一名參加聯署的車長在將軍澳站與上司在列車員工辦公室發生口角，後者更出手打人，並與其它職員試圖搶奪其手機。該上司最後被捕，港鐵未有回應是否與聯署一事有關。

### 7·30日不合作運動

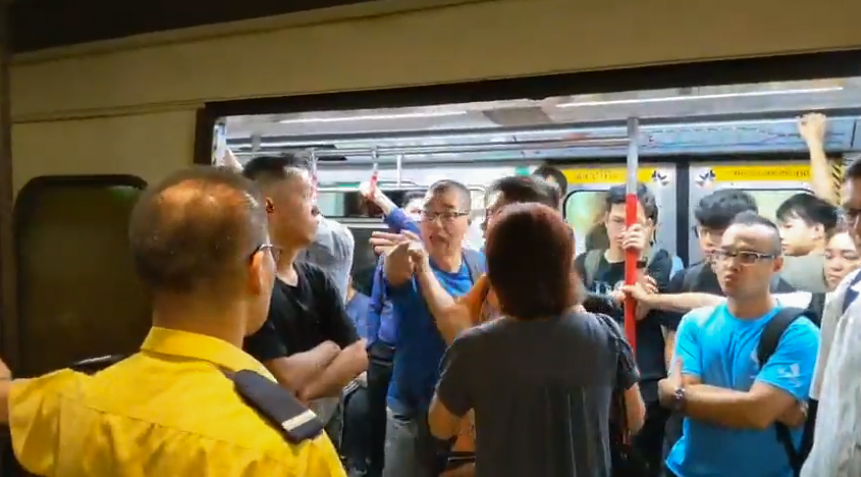
有乘客指罵港鐵職員未有阻止參與不合作運動人士

#### 調景嶺站（早上7時-9時）
網上流傳當日會有港鐵車長罷工，亦有網民發起在全港大塞車行動，地點包括港鐵站及路面。
早上7時45分，逾20名戴口罩黑衣人在往黃埔方向月台首4卡車門前聚集，進入往黃埔方向之列車（A163/A174）車廂時用手或身體嘗試阻礙車門關上，導致車門無法關閉。警方和職員其後到場處理。另外同一時間，有示威者在扶手電梯旁邊派發單張，解釋發動不合作運動的原因。期間有市民與參與者爭論以及參與者被市民指罵。
由於列車一直未能開出，港鐵宣布因列車於調景嶺站車門受阻及有乘客按動緊急掣，觀塘綫觀塘站至調景嶺站列車服務暫停。港鐵安排免費穿梭巴士行走觀塘站至調景嶺站，中途停藍田站、油塘站。
8時50分，不合作運動的市民轉為到往北角方向的月台進行不合作運動。
9時15分，被阻礙的往黃埔方向列車（A163/A174）離開調景嶺站，該列車滯留月台達1.5小時。

#### 北角站

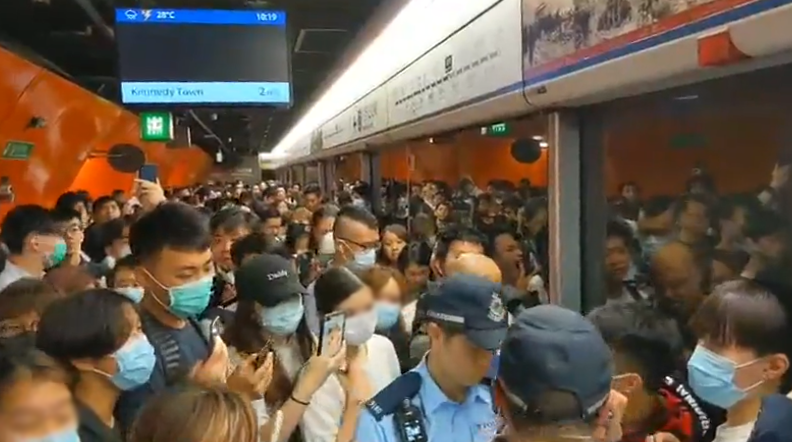
警察到場處理擋門事件，示威者包圍警察，要求出示委任證

9時15分，不合作運動轉移陣地至香港島的北角站。港鐵宣佈受北角站有列車（A125/A142）車門受阻影響，港島綫銅鑼灣站至太古站列車服務暫停。港鐵安排免費穿梭巴士，又呼籲轉乘渡輪、電車或巴士。數分鐘後警察到場，處理擋門事件。示威者包圍警察，要求出示委任證。
10時50分，近百名不合作運動示威者疑似打算前往中環進行不合作運動，但與其他市民發生衝突。數名市民被指襲擊示威者，其中一名襲擊人士懷疑掉下港鐵職員證。
11時19分，港鐵宣布所有列車服務逐步回復正常；期後示威者在北角碼頭乘搭渡輪前往紅磡和解散。

#### 影響
不合作運動期間，多個轉車站大排長龍。包括：
- 調景嶺站大批市民大排長龍，等待接駁巴士；
- 藍田站一度不讓市民入閘；
- 鰂魚涌站有不少乘客詢問車務狀況，情況相當混亂；
- 金鐘站的人潮約一小時後才大致疏導。[27]

至於早前有巴士工會響應塞車行動，但未見有巴士罷駛，惟主要幹道擠塞情況仍然有出現。東區海底隧道的觀塘道龍尾一度延伸至新蒲崗。而大欖隧道汀九出口在早上亦發生兩巴士相撞意外，導致77人受傷。青朗公路往汀九橋方向部分行車線一度封閉，交通亦出現擠塞。

### 8·13不合作運動（取消）
網民原計劃在早上7時30分於荔景站、九龍塘站及北角站進行不合作運動，但在早上6時發文表示行動出現爭議，而內部成員亦出現分歧，宣布「塞鐵不合作運動將壽終正寢」；各個車站運作正常。

#### 運動暫停
8月13日深夜，Telegram「不合作地鐵資訊頻道」公布，由於不合作運動引起社會各界紛爭和存在爭議，嚴重高估市民對運動的接受程度，亦令部分市民不安，團隊內的成員對行動效果存疑，宣布港鐵不合作運動已經「壽終正寢」、「the operation-team is dead」，無限期暫停活動。

#### 運動重啟
8月17日，Telegram「不合作地鐵資訊頻道」公布，因港鐵和政府的態度依舊，及對訴求仍未有任何實際回應或解決方案，頻道宣佈已壽終正寢的港鐵不合作運動即將於8月21日正式重啟。倘若港鐵及政府於9月2日的最後限期過後仍未正面作出回應，頻道不排除及後每星期、甚至每日舉行不合作運動。

### 8·21靜坐活動
8月21日，有網友發起元朗站靜坐抗議活動，不滿警方在2019年7月元朗襲擊事件發生後一個月以來以較輕的「非法集結」罪名拘捕的28人中，至今未起訴一人，要求追究他們所指責的警黑勾結。此次活動共有2000人參加，導致元朗站站內設施遭到破壞，亦有示威者於車站和南邊圍聚集堵路，用強光照射警務人員。事發後，示威者乘坐港鐵安排的免費列車離開車站。當晚，港鐵就此事發表聲明，對部分人士的行為導致站內設施受損表示不能接受及遺憾，並表示公司已報警處理此事。翌日5時，港鐵宣佈車站正在及時安排修復工作，待清理後將維持正常服務；至8時車站仍有設施有待維修，地上紙屑尚未清理。

### 9·2不合作運動
9月2日，有網民發起「港鐵超合作運動」，在多個港鐵站意圖阻礙車務正常運作，香港警員則在多站巡查和盾牌戒備，有警員戒備的港鐵站包括尖沙咀站、金鐘站、美孚站、荔景站、大圍站、太和站、元朗站、朗屏站、屯門站、東涌站及青衣站等。当日早上7時半，九龍塘站列車車門一度未能關上。及後，有於深水埗站下車的示威者到太子站，於往中環方向車頭進行不合作運動，扔傘塞車門，但列車成功開出。另外，樂富站觀塘綫往調景嶺方向，有示威者開遮並以身軀阻擋車門關閉，港鐵職員及後制止，列車其後成功開出。上午8時，油麻地站月台有最少十幾名示威者，用身體或雨傘物件阻擋車門關上，在月台及車廂內按動緊急停車按鈕，還登上車廂拆毀緊急掣的門牌；及後又有示威者按動旺角站所有月台上的所有緊急掣，有港鐵職員對其進行重置。由於多宗輕微事故，港鐵今早8時許提示多處的線路的行車時間預計延遲。8時40分許，警方在樂富站制服一名黑衣男子，並將他帶走。警方後又在荔景站的一輛列車中帶走3名黑衣戴口罩男子，指控其中一人涉嫌「刑事毀壞」。事發後，荃灣線及觀塘綫列車服務恢復正常。

### 10·2不合作運動
10月2日，一列港鐵觀塘綫往黃埔方向的列車（A113/A130）車尾緊急出入口，於早上約7時半，左右被啟動以致無法開行，期間觀塘綫觀塘站至調景嶺站列車服務一度暫停，約一小時後復常；另外，而兩名穿黑衣的蒙面男子於早上8時半左右，在九龍塘站觀塘綫往調景嶺方向之月台，多次在車門關上時用身體擋著車門，列車服務一度受阻，警方接報後到場調查，兩人其後獲警方放行。

### 11·20不合作運動
11月20日，有網民再發起港鐵不合作運動，刻意阻礙列車車門關閉，當中觀塘綫、荃灣綫及港島綫受影響，東鐵綫和西鐵綫更有部份路線暫停服務。其中，有五名就讀於東華三院下屬的盧幹庭紀念中學學生存在阻礙港鐵車門關閉的行為。對此東華三院發表聲明，認為事件嚴重，必定會嚴肅處理及跟進，絕不姑息。而校方也對阻礙港鐵車門關閉的學生口頭警告，亦將作出記過處分。

## 各界反應

### 鐵路界反應
- 隨著港鐵聯署車長不排除有下一步行動，加上連登討論區揚言在7月30日發動不合作運動。外界盛傳港鐵車長將會在當日發動罷工。
- 職工盟屬會「香港鐵路公司員工協會」主席杜廣仁表示未有任何人就此接觸工會，估計罷工機會細，工會亦不會貿然響應參與。
- 工聯會屬會「香港鐵路工會聯合會」表明不會參與罷工，主席林偉強強調如現時響應罷工，只會為社會添亂。[43]
- 港鐵資深車長暨葵青區區議員梁志成表示不知由誰人發起罷工，相信早前聯署的車長不會參與行動。
- 港鐵回覆表示留意到人發起罷工，相信員工會以乘客的利益為大前提，緊守崗位，為乘客提供安全、可靠及舒適的鐵路服務。[44]
- 港鐵行政總裁金澤培出席中期業績發布會時表示，稱面對通車40年來前所未有的挑戰。[45]

### 巴士業界反應

#### 新巴職工會
「新世界第一巴士公司職工會」發出公開信，對執法部門及港鐵表示失望，決定聲援港鐵車長並響應「塞爆港島」行動，呼籲全港巴士從業員明天以安全速度駕駛。

#### 巴士業職工會聯盟
職工盟屬下的「巴士業職工會聯盟」表示會響應民眾自發7月30日的「全港大塞車」行動，呼籲全港巴士從業員7月30日緊守崗位，安全速度駕駛，照顧傷健、老弱、幼兒及孕婦。工會又重申五大訴求，並強烈譴責721元朗衝突中，警方延誤採取執法行動。

### 支持行動之市民
一名參與者表示行動是「逼不得已」，批評高官未有回應訴求。亦有市民認為不合作運動未有帶來太大混亂，尚算和平，「起碼無開槍，無催淚彈，記者及年輕人又唔使受苦，好支持」。亦有市民認為不合作運動不可以停止，明白理解動機並不介意遲到。而一名在中環上班的市民認為用其他行動才令政府聽到聲音，實在「可悲」。
有長者到場表示示威者為港人爭取權益，希望其他人忍讓。

### 反對行動之市民
調景嶺站有市民不滿鼓譟，不時以粗口責罵在場參與不合作運動的人士。有中年男人抨擊示威者阻礙市民維持生計。其後一名身穿粉紅色衣服，年約30歲的男子反駁該名中年男人，反指年輕的示威者在上環幫手擋子彈，沒有阻礙他人，是有幫香港人找尋尊嚴。反指中年男人如奴隸沒有分別。該說話得到在場不少乘客鼓掌認同。
而在北角站內，一名身穿紅色背心的老翁多次用粗口責罵參與不合作運動的人士，並用手推記者相機。雖然有男子曾拉開欲動手的老年人，希望能緩和場面，但被老翁大力推開，最後該名老翁被警方帶往站內一角調查。
一名在中環上班的市民不滿示威者以阻礙的方式表達訴求，令到上班受影響，感到無奈。
观塘及黄大仙区42名建制派议员以及25名两区社区幹事发起联署声明，谴责抗议者的行为是扰乱市民生活、浪费警力、破坏社会秩序。
而在8月21日晚的“元朗站静坐抗议活动”发生后，港铁为示威者安排免费列车离开车站，引发民众的争议，认为港铁一系列行为明显是在包庇示威者，不是一个法治的香港所应该出现的，也不符合港铁应有的责任义务。为此，在23日，一批市民前往港铁总部抗议港铁的行为。

### 政府
運輸及房屋局局長陳帆希望示威者盡可能不干擾其他人下和平理性表達意見，認為在鐵路班次繁忙時間阻礙港鐵車門及港鐵鐵路運作會造成滋擾，帶來不便，並影響鐵路安全。

### 港鐵
根據《香港鐵路附例》，當中已清楚指明，如不恰當使用緊急設備，最高可被罰款HK$5,000；而不當進入或離開列車，最高則可被罰款HK$2,000。行動中示威者以身體或背包等阻礙列車關門，或拉動緊急通話器手掣，堵塞列車開出，可能觸犯法例。
港鐵總經理鄭群興指7月30日當天不同車站有零星個案，有人阻列車關車、在月台緊急掣76次及車上緊急掣47次，表示港鐵已加派職員到有關車站當值，調其他人手去相關車站，轉免費接駁車。他希望公眾明白顧己及人，不要作出阻礙列車的行為。
8月23日晚，港铁公司表示，已于当晚取得法庭临时禁制令，有效期至8月30日。禁制令明确禁止任何人士非法地及有意图地故意阻碍或干扰整个铁路网络（重铁及轻铁）车站及列车以及高速铁路西九龙总站的正常使用、损坏任何财产或列车，以及使用任何威胁、辱骂，淫亵或令人反感的语言，或故意干扰这些车站内任何港铁人员。香港高等法院其后批准延长港铁的临时禁制令，直至另行公告。

## 法庭提堂
1名男學生於2019年9月2日在荔景港鐵站內被警員截查，並在其背囊發現彈叉、鐵珠和激光指示筆，涉嫌在公眾地方管有攻擊性武器罪被捕。4日在西九龍裁判法院提堂。被告暫時毋須答辯。裁判官將案件押後至10月16日，以便控方獲取閉路電視紀錄和警方進一步調查。被告獲准5000港元保釋，不得離開香港，遵守宵禁令及每周一次到警署報到。10月16日第二次提堂，控方表示於10月4日才收到荔枝角站及荔景站的閉路電視錄影，需時翻看，且仍在等候涉案物品的化驗報告，要求押後獲裁判官批准，案件押後至12月11日再訊。被告續獲准保釋。